# Shannon Nobis
Shannon Nobis, ameriška alpska smučarka, * 20. marec 1972, Park City, Utah, ZDA.
Nastopila je na Olimpijskih igrah 1994, kjer je osvojila deseto mesto v superveleslalomu. V dveh nastopih na svetovnih prvenstvih je najboljšo uvrstitev dosegla leta 1996 s petnajstim mestom v isti disciplini. V svetovnem pokalu je tekmovala štiri sezone med letoma 1994 in 1997 ter dosegla eno uvrstitev na stopničke v superveleslalomu. V skupnem seštevku svetovnega pokala je bila najvišje na 45. mestu leta 1995, ko je bila tudi dvanajsta v superveleslalomskem seštevku.